# Sabinar De El Villarejo
Sabinar De El Villarejo este o arie protejată (arie specială de conservare — SAC, sit de importanță comunitară — SCI) din Spania întinsă pe o suprafață de 1.500,34 ha, integral pe uscat.

## Localizare
Centrul sitului Sabinar De El Villarejo este situat la coordonatele 40°53′35″N 1°13′02″W / 40.8931°N 1.21725°V.

## Înființare
Situl Sabinar De El Villarejo a fost declarat sit de importanță comunitară în iulie 2000 pentru a proteja un număr necunoscut de specii din flora spontană și fauna sălbatică aflate în arealul zonei. Situl a fost protejat și ca arie specială de conservare în februarie 2021.

## Biodiversitate
Situată în ecoregiunea mediteraneană, aria protejată conține 4 habitate naturale: Păduri de Quercus ilex și Quercus rotundifolia, Păduri endemice cu Juniperus spp., Păduri iberice de Quercus faginea și Quercus canariensis, Vegetație gipsofilă iberică (Gypsophiletalia).
La baza desemnării sitului se află un număr nedeclarat de specii protejate.
Pe lângă speciile protejate, pe teritoriul sitului au mai fost identificate 3 specii de plante, 19 specii de păsări, 3 specii de amfibieni, 3 specii de mamifere, 1 specie de reptile.